# Giambattista Magistrini

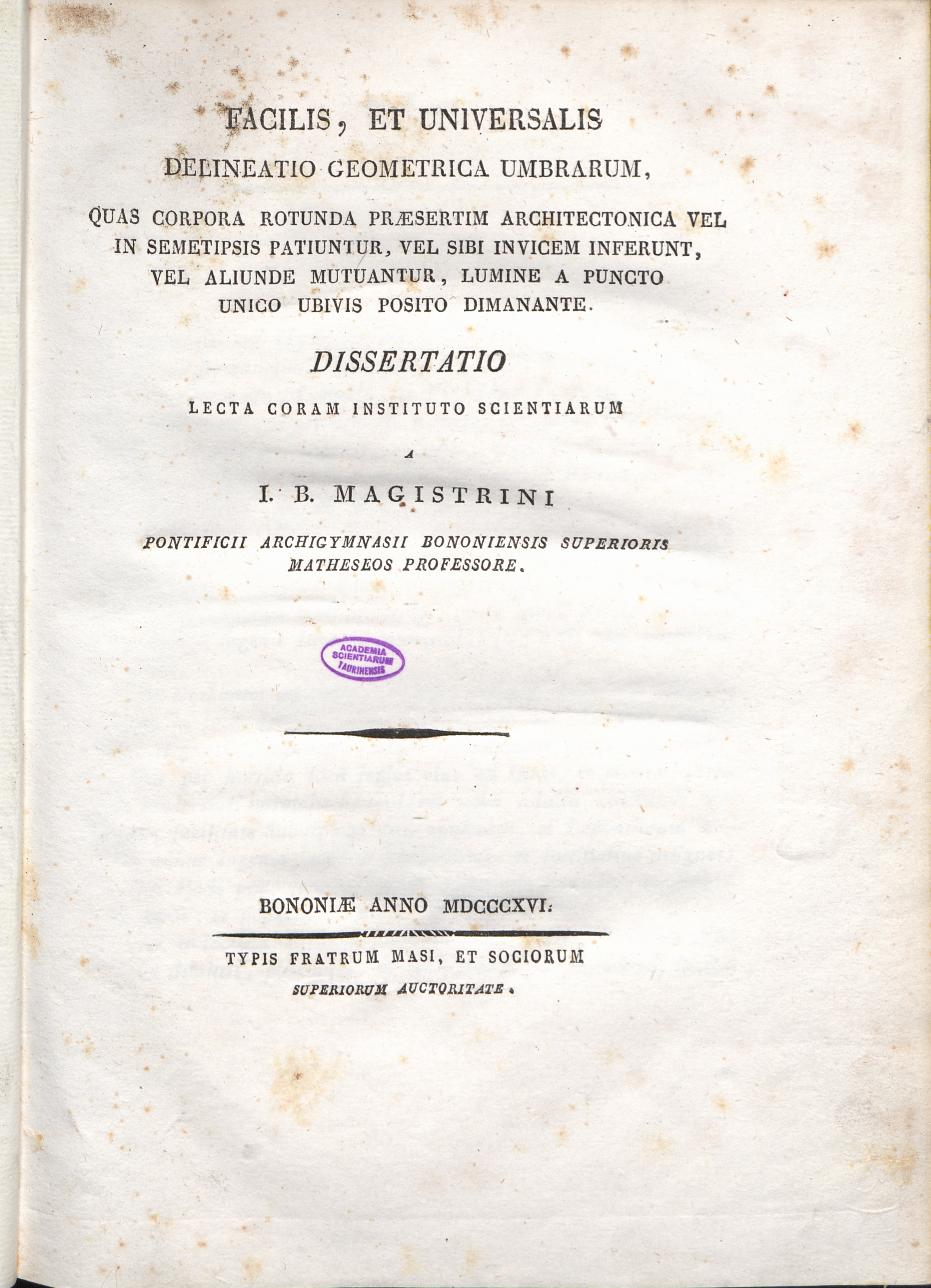
Facilis, et universalis delineatio geometrica umbrarum, 1816

Giambattista Magistrini (1777 - 1849) fue un matemático italiano.
Desde 1804 fue profesor de cálculo en la Universidad de Bolonia.
Desde 1811 fue miembro de la Academia Nacional de Ciencias. En 1839 fue nombrado miembro de la Academia de las Ciencias de Turín.

## Obras
- Descrizione di un teodolite scenografico (en italiano). Verona: Luigi Mainardi. 1812.
- Facilis, et universalis delineatio geometrica umbrarum (en latín). Bolonia: Fratelli Masi & C. 1816.
- Osservazioni varie sopra alcuni punti principali di matematica superiore (en italiano). Verona: Luigi Mainardi. 1816.
- Discorso in lode di Luigi La-Grange (en italiano). Bolonia: Annesio Nobili. 1819.